# Décès en 1204
Décès
- 1200
- 1201
- 1202
- 1203
- 1204
- 1205
- 1206
- 1207
- 1208

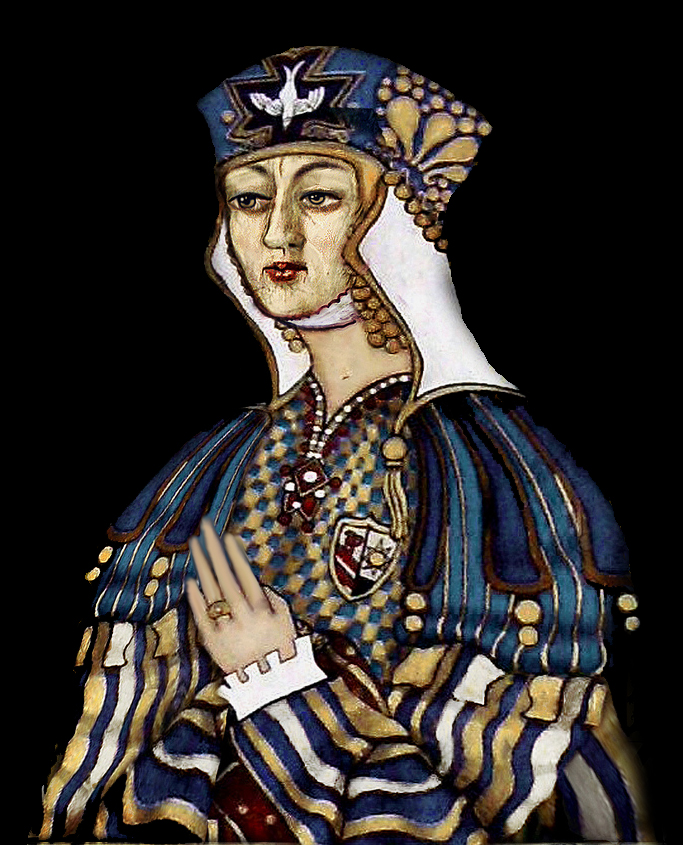
Marie de Champagne, morte en 1204.

Cette page dresse une liste de personnalités mortes au cours de l'année 1204 :
- Janvier : Isaac II Ange, empereur byzantin associé.
- 1er janvier : Håkon III de Norvège, roi de Norvège.
- 8 février : 
  - Alexis IV, empereur byzantin associé.
  - Nicolas Kanabos, empereur byzantin éphémère pendant trois jours.
- 15 février : Sinjong, 20e roi de Goryeo.
- 31 mars ou 1er avril: Aliénor d’Aquitaine, aussi connue sous le nom de Éléonore d'Aquitaine ou de Guyenne, reine des Francs, puis reine consort d'Angleterre.
- avril : Vidame de Chartres, chevalier français.
- 7 ou 9 mai : Agnès de Staufen, fille héritière de Conrad Ier du Palatinat, l'un des comtes palatins du Rhin et elle-même comtesse palatine.
- 24 juillet : Agnès de Baudement, dame de Braine-sur-Vesle, comtesse de Fère-en-Tardenois, de Néelle, de Pontarcy, de Longueville, de Quincy-Basse et de Baudement.
- 9 août : Marie de Champagne, comtesse consort de Flandre et de Hainaut, puis Impératrice consort de Constantinople.
- 11 août : Guttorm de Norvège,  brièvement roi de Norvège.
- 14 août : Minamoto no Yoriie, second shogun du shogunat de Kamakura au Japon.
- 16 août : Robert II de Meulan, comte de Meulan.
- 21 octobre : Robert IV de Beaumont, dernier comte de Leicester de la famille Beaumont.
- 30 novembre : Imre de Hongrie, roi de Hongrie ainsi que duc de Croatie et de Dalmatie.
- décembre : Alexis V Doukas Murzuphle, empereur byzantin.
- 12 décembre : Guigues III de Forez, comte de Forez.
- 13 décembre : Maïmonide, rabbin andalou, médecin, philosophe juif, commentateur de la Mishna, jurisconsulte en matière de loi juive et dirigeant de la communauté juive d'Égypte.
- 22 décembre : Fujiwara no Shunzei, poète et aristocrate japonais.

- Abu al-Abbas as-Sabti,  également connu sous le nom de Sidi Bel Abbès, maître soufi marrakchi originaire de Sebta et l'un des sept saints de Marrakech.
- Alan fitz Walter, grand sénéchal d'Écosse à titre héréditaire et croisé.
- Nur Ed-Din Al Betrugi, également appelé Nur al-Din Ibn Ishaq Al-Bitruji, Abu Ishâk ibn al-Bitrogi ou al Bidrudschi, plus connu en occident sous son nom latinisé d'Alpetragius, astronome et philosophe Arabe.
- Duncan II, mormaer ou comte de Fife.
- Jean Belles-mains, évêque de Poitiers puis archevêque de Narbonne et enfin archevêque de Lyon.
- Kulin, ban de Bosnie.
- Nivelon d'Arras, maréchal de France.
- Süleyman II Shah, Rukn ad-Dîn al-Qâhir Suleyman Châh ben Qilij Arslân ou Süleyman Şah, sultan seldjoukide de Rum.
- Thibault d'Heilly, évêque d'Amiens.
- Gilles II de Trazegnies, noble des Pays-Bas.

## Crédit d'auteurs
- Cet article est partiellement ou en totalité issu de l'article intitulé « 1204 » (voir la liste des auteurs).